# Emmanuel Marcel Mbikanye
Emmanuel Marcel Mbikanye OP (* September 1916 in Amadi, Belgisch Kongo; † 20. September 1978) war ein kongolesischer Ordensgeistlicher und römisch-katholischer Bischof von Bondo.

## Leben
Emmanuel Marcel Mbikanye trat der Ordensgemeinschaft der Dominikaner bei und empfing am 8. Dezember 1944 das Sakrament der Priesterweihe.
Am 1. September 1970 ernannte ihn Papst Paul VI. zum Bischof von Bondo. Der Apostolische Nuntius in der Demokratischen Republik Kongo, Erzbischof Bruno Torpigliani, spendete ihm am 7. März 1971 in Bondo die Bischofsweihe; Mitkonsekratoren waren der Erzbischof von Kisangani, Augustin Fataki Alueke, und der Bischof von Isiro-Niangara, François-Odon De Wilde OP.